# Caridina kunnathurensis
Caridina kunnathurensis is een garnalensoort uit de familie van de Atyidae. De wetenschappelijke naam van de soort is voor het eerst geldig gepubliceerd in 1994 door Richard & Chandran.